# Udo Kasemets
Udo Kasemets, né le 16 novembre 1919 à Tallinn et mort le 19 janvier 2014 à Toronto (Ontario), est un compositeur, chef d'orchestre, pianiste, organiste, professeur de musique et écrivain canadien d'origine estonienne. Il a composé pour orchestres, ensembles de chambre, voix, piano et instruments électroacoustiques.

## Biographie
Il étudie au conservatoire de Tallinn, puis à la Staatliche Hochschule de Stuttgart. En 1950, il entre au Kranichstein Institut de Darmstadt et se forme à la musique moderne avec Ernst Křenek et Hermann Scherchen.

### Enseignement
En 1951, il émigre au Canada et s'installe à Toronto. Il enseigne le piano, la composition, la direction d'orchestre et la théorie musicale au Royal Hamilton College of Music et dirige le chœur du conservatoire de Hamilton jusqu'en 1957, année où il obtient la citoyenneté canadienne. Il fonde la Toronto Bach Society en 1957 et Musica Viva en 1958. Critique musical pour le Toronto Daily Star de 1959 à 1963, il enseigne ensuite à la Brodie School of Music and Modern Dance jusqu'en 1967. C'est dans le cadre de cette école qu'il lance et dirige Men, Minds and Music, une série de concerts de musique d'avant-garde, en 1962.
En 1968, il dirige le premier Festival d'arts et de technologies de Toronto. En 1971, il se joint à la Faculté d'art expérimental du Collège d'art de l'Ontario, où il enseigne jusqu'à sa retraite, en 1987.

### Composition
Après avoir composé des morceaux de facture classique inspirés de la musique folklorique estonienne dans les années 1940 et 1950, il découvre John Cage et s'intéresse à la musique aléatoire (Music for nothing, 1970). Sa recherche artistique fait appel à des artistes comme Marcel Duchamp ou Buckminster Fuller (Geo(sono)scope, 1986). Il s'inspire ensuite de thèmes comme l'ADN, les haïkus ou l'héritage maya.